# Santiago (Ilocos Sul)
Santiago é um município de  quarta classe de renda municipal (d) na província Ilocos Sul, nas Filipinas. De acordo com o censo de 1 de maio  de  2020 possui uma população de 19 471 pessoas e 4 821 domicílios.